# Codi ATC R01
El  codi ATC R01, descrit com Preparats d'ús nasal, és una subgrup terapèutic de l'Anatomical, Therapeutic, Chemical Classification System (ATC). La classificació ATC és un sistema de codis alfanumèric desenvolupat per l'Organització Mundial de la Salut (OMS) per als fàrmacs i altres productes sanitaris. El subgrup R01 és part del grup anatòmic R Sistema respiratori.

Els codis per a ús veterinari (codis ATCvet) poden han estat creats afegint la lletra Q davant dels codis ATC humans: QR01... 
Les adaptacions estatals de la classificació ATC poden incloure codis addicionals no presents en aquesta llista, que segueix la versió de l'OMS.

## R01ADescongestiusi altres preparats nasals per aús tòpic
R01A A Simpaticomimètics, monodrogues
R01A B Simpaticomimètics, combinacions excl. corticoesteroides
R01A C Agents antial·lèrgics, excl. corticoesteroides
R01A D corticoesteroides
R01A X Altres preparats nasals

## R01B Descongestius nasals per a ús sistèmic
R01B A Simpaticomimètics